# L'Eco d'Igualada
L'Eco d'Igualada era una publicació setmanal, en català, publicada a Igualada entre 1920 i 1924.

## Descripció
Portava el subtítol Periòdic setmanal i, a partir del núm. 3, va incorporar l'escut d'Igualada a la capçalera.
La redacció i administració de la publicació era al carrer de Sant Jaume, 6 i l'impressor era Nicolau Poncell. El primer número es va publicar el 13 de novembre de 1920 i el darrer, el 167, portava la data de 19 de gener de 1924. Tenia quatre fulls (vuit pàgines), a dues columnes, amb un format de 28 x 21 cm. La revista tenia una numeració continua pensada per relligar els números en forma de volums i en van sortir tres: 1920-1921, 1922 i 1923-1924.

## Continguts
Era una publicació cultural, que publicava articles literaris, poesies, estudis d'història local i altres temes que afectessin Igualada i es proposaven “treballar a mida de nostres forces i amb tot l'entusiasme d'igualadins, pels interessos generals, morals i materials de la ciutat... Per nosaltres la qüestió social no és una qüestió econòmica... La reforma de la societat suposa la reforma dels individus”. Sovint mantenia una posició contrària a l'Ajuntament, que ja es va manifestar des del primer número amb motiu d'un article oposant-se a la decisió del consistori d'inclore el símbol de l'Ateneu Igualadí de la Classe Obrera a l'escut de la ciutat. A causa d'aquest fet, va mantenir una polèmica amb L'Igualadí. El núm. 83 (10 juny 1922) va ser extraordinari amb motiu de la Fira de Primavera.
Segons Carner era un setmanari molt superior, literàriament, a la major part dels publicats fins aleshores. En 1920, "L'Eco d'Igualada" realizó una de las etapas más brillantes del periodismo local.
Ramon Solsona, que n'havia estat redactor diu que aquesta revista era hija de la comprensión y el buen sentido de los escritores más sensatos y destacados de la ciudad, cansados de sus luchas intestinas. Esta solidaridad, que venía a ser un tratado de paz entre los hombres de buena voluntad, la formaron los antiguos redactores de Sometent i Llibertat…, los que lo fueron de Pàtria,, i los que colaboraron en El Igualadino. Afegia que era acèfalo, no tenia director sino que todos nos sujetábamos a todos. Para leer los artículos nos reuníamos en el despacho de Juan Cendra, pero Luis Riba Martí actuaba de director responsable. En canvi, Carner va afirmar que el dirigia Joan Llansana Bosch i, en una altra ocasió, Joan Cendra Muntadas.
Entre els redactors i col·laboradors habituals hi havia Joan Cendra Muntadas, Joan Llansana Bosch, Ramon Solsona i Cardona, Justí Vilaró Casulleras, Josep Morera i Mestre, Pere Borràs Estruch, Joan Bas i Jordi, Mn. Josep Forn Talló i Lluís Cardona Vall.
Aquesta publicació va desaparèixer, «víctima de la Dictadura».